# بين موسى
بين موسى (بالإنجليزية: Ben Musa)‏ هو سياسي أمريكي، ولد في 20 أغسطس 1905 في الولايات المتحدة، وتوفي في 19 مايو 1974 في ذا داليس في الولايات المتحدة. حزبياً، نشط في الحزب الديمقراطي.